# 水曜日のスケッチ
『水曜日のスケッチ』（すいようびのスケッチ）は、新井葉月/作画・影山由美/原作による日本の漫画作品。
『なかよし』（講談社）1999年10月号と同年11月号に前後編が掲載された。全2話。単行本は同社の講談社コミックスなかよしより全1巻。
主人公である不登校の少女にある日少年が話しかけてきた。二人のその後の関係を描いている。

## 同時収録
表題作のほか、以下の読み切り作品が同時収録されている。
- この手をほしがって
- CALLIN'
- ワタシはヒツジ

## 書誌情報
- 影山由美（原作）・新井葉月（作画）『水曜日のスケッチ』 講談社〈講談社コミックスなかよし〉、全1巻、2000年6月6日第1刷発行、ISBN 4-06-178940-6[1]